# An H. P. Lovecraft Encyclopedia
An H. P. Lovecraft Encyclopedia est un ouvrage de référence de S. T. Joshi et David E. Schultz. Il couvre la vie et l'œuvre de l'écrivain H. P. Lovecraft. À l'origine publié en 2001 par Greenwood Publishing Group, il est réédité dans une édition de poche légèrement révisée par Hippocampus Press (en).
Le livre fournit des informations sur toutes les histoires de Lovecraft, avec des synopsis, l'historique des publications et le nombre de mots. Des personnes de la vie de Lovecraft, y compris des écrivains sélectionnés ayant influencé son travail, sont également incluses.
Les personnages fictifs des écrits de Lovecraft bénéficient de brèves informations, mais la plupart des sujets liés au mythe de Cthulhu ne sont pas référencés. Les auteurs expliquent que « les dieux eux-mêmes, à de rares exceptions près, ne figurent pas comme des personnages dans les nouvelles, il n'y a donc aucune entrée sur eux ».

## Les auteurs
- S. T. Joshi est l'auteur de H. P. Lovecraft: A Life et l'éditeur de plusieurs collections d'œuvres de Lovecraft, y compris les éditions corrigées d'Arkham House.
- David E. Schultz est l'éditeur d'une édition critique du Commonplace Book de Lovecraft (1987). Avec Joshi, il a édité plusieurs volumes d'écrits de Lovecraft et d'Ambrose Bierce.